# Eurolliga 2017-2018
La temporada 2017-18 de l'Eurolliga es va disputar del 12 d'octubre del 2017 al 20 de maig del 2018 i fou organitzada per la ULEB.
Aquesta va ser la 18a edició de la competició de l'era moderna de l'Eurolliga i la vuitena amb el patrocini de Turkish Airlines. Incloent la competició prèvia de la Copa d'Europa de la FIBA, és la 61a edició de la màxima competició del bàsquet masculí de clubs d'Europa.
Es disputà una lliga regular de 30 jornades. Els vuit millors classificats van accedir als Playoffs (al millor de 5 partits) i finalment els guanyadors de les sèries van disputar la Final Four 2018.

## Equips
La competició tingué 11 equips amb una llicència permanent. A ells s'hi van afegir 3 guanyadors de lligues domèstiques, el guanyador de la ULEB Eurocup 2016-17 i un equip que va rebre una invitació d'un any per a jugar l'Eurolliga.
| Liga regular       | Liga regular         | Liga regular       | Liga regular   |
| ------------------ | -------------------- | ------------------ | -------------- |
| Anadolu Efes       | Fenerbahçe (C)       | Panathinaikos BC   | Estrella Roja  |
| CSKA Moscou        | Saski Baskonia       | Reial Madrid       | Brose Baskets  |
| EA7 Milano         | Maccabi FOX Tel Aviv | BC Žalgiris Kaunas | València BC    |
| FC Barcelona Lassa | Olympiakos BC        | Khimki BC          | Unicaja Málaga |

Notes
- S'indica amb una (C) l'actual campió de la competició.

1. 1 2 3 4 5 6 7 8 9 10 11  Els equips amb llicència A, tenen la participació assegurada en totes les edicions de l'Eurolliga. Està basat en el ranking de clubs de l'Euroleague i altres regulacions. Després del limit de tres llicències A per pais que la ECA Shareholders Meeting va aprovar a Barcelona el 9 de juliol del 2014.
2. 1 2 3 4  Rep una llicència B, essent l'equip millor classificat en les lligues domèstiques sense una llicència A.
3. ↑  El guanyador de l'ULEB Eurocup 2016-17 obté una llicència C. En cas d'obtenir la llicència B per la seva classificació domèstica, es convertiria en una targeta d'invitació.

## Lliga regular
| Pos. | Equips               | PJ | PG | PP | PF   | PC   | +/-  |
| ---- | -------------------- | -- | -- | -- | ---- | ---- | ---- |
| 1.   | CSKA Moscou          | 30 | 24 | 6  | 2675 | 2377 | 298  |
| 2.   | Fenerbahçe           | 30 | 21 | 9  | 2381 | 2208 | 173  |
| 3.   | Olympiakos BC        | 30 | 19 | 11 | 2268 | 2250 | 18   |
| 4.   | Panathinaikos BC     | 30 | 19 | 11 | 2334 | 2291 | 43   |
| 5.   | Reial Madrid         | 30 | 19 | 11 | 2576 | 2375 | 201  |
| 6.   | BC Žalgiris Kaunas   | 30 | 18 | 12 | 2417 | 2389 | 28   |
| 7.   | Saski Baskonia       | 30 | 16 | 14 | 2487 | 2373 | 114  |
| 8.   | Khimki BC            | 30 | 16 | 14 | 2338 | 2352 | -14  |
| 9.   | Unicaja Málaga       | 30 | 13 | 17 | 2347 | 2435 | -88  |
| 10.  | Maccabi FOX Tel Aviv | 30 | 13 | 17 | 2440 | 2530 | -90  |
| 11.  | València BC          | 30 | 12 | 18 | 2336 | 2420 | -84  |
| 12.  | Brose Baskets        | 30 | 11 | 19 | 2309 | 2446 | -137 |
| 13.  | FC Barcelona Lassa   | 30 | 11 | 19 | 2456 | 2404 | 52   |
| 14.  | Estrella Roja        | 30 | 11 | 19 | 2333 | 2515 | -182 |
| 15.  | EA7 Milano           | 30 | 10 | 20 | 2407 | 2530 | -130 |
| 16.  | Anadolu Efes         | 30 | 7  | 23 | 2321 | 2530 | -209 |

## Fase final

### Playoffs
|    | Equip            | Resultat | Equip           | Partit 1 | Partit 2 | Partit 3 | Partit 4 | Partit 5 |
| -- | ---------------- | -------- | --------------- | -------- | -------- | -------- | -------- | -------- |
| A. | CSKA Moscou      | 3 – 1    | Khimki BC       | 98 - 95  | 89 - 84  | 73 - 79  | 89 - 88  | —        |
| B. | Panathinaikos BC | 1 – 3    | Reial Madrid    | 95 - 67  | 82 - 89  | 74 - 81  | 82 - 89  | —        |
| C. | Fenerbahçe       | 3 – 1    | Saski Baskonia  | 82 - 73  | 95 - 89  | 83 - 88  | 92 - 83  | —        |
| D. | Olympiacos BC    | 1 – 3    | Žalgiris Kaunas | 78 - 87  | 79 - 68  | 60 - 80  | 91 - 101 | —        |

### Final Four
La Final Four és l'etapa final de la competició, es va disputar entre el 18 i 20 de maig del 2018.
|  | Semifinals      | Semifinals |    |             | Final           | Final |
|  |                 |            |    |             |                 |       |
|  | 18 de maig      |            |    |             |                 |       |
|  | CSKA Moscou     | 83         |    |             |                 |       |
|  | Reial Madrid    | 92         |    |             |                 |       |
|  |                 |            |    |             |                 |       |
|  |                 |            |    |             | 20 de maig      |       |
|  |                 |            |    |             | Reial Madrid    | 85    |
|  |                 | Fenerbahçe | 80 |             |                 |       |
|  |                 |            |    |             |                 |       |
|  |                 |            |    |             |                 |       |
|  |                 |            |    |             | Llocs 3 i 4     |       |
|  | 18 de maig      | 18 de maig |    | 20 de maig  | 20 de maig      |       |
|  | Fenerbahçe      | 76         |    | CSKA Moscou | 77              |       |
|  | Žalgiris Kaunas | 67         |    |             | Žalgiris Kaunas | 79    |

| Campions Eurolliga 2018 |
| ----------------------- |
| Reial Madrid 9è títol   |